# 太仆寺街
39°54′44″N 116°22′43″E / 39.9123182°N 116.378669°E
太仆寺街，是位于北京市西城区中部的一条道路。

## 简介
太仆寺街为东西走向，东到府右街，西到东槐里胡同，全长582米，平均宽5米。明朝在此设太仆寺，故得名。《天府广记》卷二十八记载，太仆寺“乃元兵部旧署，职专马政"。太仆寺街内原有衍圣公府，是明英宗赐给孔子后裔孔宏绪的府第。